# محمد رسول عفتی
محمد رسول عفتی(متولد ۳ خرداد ۱۳۷۳ در شاەآباد غرب ورزشکار رشته تیراندازی تپانچه و عضو تیم ملی تیراندازی جمهوری اسلامی ایران می باشد.

## افتخارات
مدال نقره تپانچه بادی ۱۰ متر تیمی در مسابقات قهرمانی جهان ۲۰۲۲
مدال طلا تپانچه بادی ۱۰ متر تیمی در مسابقات جام جهانی باکو ۲۰۲۲